# Glaucină
Glaucina este un alcaloid chinolinic întâlnit în diferite specii de plante aparținând familiei Papaveraceae, precum Glaucium flavum, Glaucium oxylobum și Corydalis yanhusuo, dar și în unele specii din familia Euphorbiaceae, precum este Croton lechleri.
Compusul prezintă efect bronhodilatator, neuroleptic și antiinflamator, acționând ca inhibitor PDE4 și blocant al canalelor de calciu, fiind utilizat ca medicament antitusiv în unele țări. Glaucina induce efecte adverse de tipul sedării, oboselii și uneori efecte halucinogene, caracterizate de imagini colorate.